# Sejmenite
Sejmenite (bułg. Sejmenite) – wieś w Bułgarii, w obwodzie Wielkie Tyrnowo, w gminie Wielkie Tyrnowo. W 2024 roku liczyła 4 mieszkańców.